# Lucía García
Lucía García Córdoba (Barakaldo, 14 juli 1998) is een Spaans internationaal voetballer. Zij speelt voor Athletic Club Femenino als aanvaller in de Primera División Femenina, de nationale vrouwenvoetbalcompetitie van Spanje.
García debuteerde in 2015 voor het Spaanse team onder 17, waarmee ze in 2016 zilver won op het EK onder 17. Haar eerste wedstrijd voor het Spaanse elftal speelde zij op 2 maart 2018 tegen de vrouwen van België. Haar eerste doelpunt voor de nationale ploeg scoorde García in de poulefase van het wereldkampioenschap voetbal van 2019, in een wedstrijd tegen Zuid-Afrika.
1: Gallardo ·
2: Jiménez ·
3: Ouahabi ·
4: Paredes ·
5: Andrés ·
6: Losada ·
7: Corredera ·
8: Torrejón ·
9: Caldentey ·
10: Hermoso ·
11: Putellas · 12: Guijarro · 13: Paños · 14: Torrecilla · 15: Meseguer · 16: León · 17: L. García · 18: Bonmatí · 19: Sampedro · 20: Pereira · 21: Falcón · 22: N. García · 23: Quiñones · Coach: Vilda